# Завадская, Марцелина
Марцелина Завадская (пол. Marcelina Zawadzka; род. 25 января 1989, Мальборк, Польша) — польская модель, телеведущая и актриса. Победительница конкурса «Мисс Полония» (2011) и представительница Польши на конкурсе «Мисс Вселенная 2012».

## Биография

### Конкурсы красоты
В 2003 году она выиграла титул Юная Мисс Мальборк. На конкурсе Мисс Полония 2011 Марцелина представляла Поморское воеводство. Марцелина Завадская Мисс Полония 2011 была коронована предыдущей победительницей конкурса Розалией Манцевич (Мисс Полония 2010) в пятницу 9 декабря 2011 в центре «Matecznik — Mazowsze» в Otrebusy недалеко от Варшавы. Марцелина Завадская представляла Польшу на конкурсе Мисс Вселенная 2012 и вошла в top 16, Это наивысшее достижение Польши на конкурсе с 1989 года.

### Телекарьера
Марцелина Завадская с 5 сентября по 7 ноября 2014 года участвовала в 15-м сезоне польской версии телешоу «Танцы со звёздами». Её партнёром был Рафал Мазерак, с которым она заняла третье место, покинув шоу в полуфинале.
Весной 2015 года Завадская приняла участие в программе «Возьми меня на TVP2». В августе 2015 года она провела программу «Утренний завтрак», но 6 октября того же года она присоединилась к проекту, заменив Ивону Радзишевскую. В качестве ведущей по вторникам с Томашем Вольным. В 2016 году она была номинирована на статуэтку «Звезда Плеяд» в категории «Метаморфоза» года в гала-концерте «Большой галеон».
Она является лауреатом премии Telekamery 2017 в категории TV надежда. В марте 2017 года она стала сохозяйкой Bake Off — Ale ciacho! (TVP2) и ведущей телевизионного журнала Lajk! (TVP 2). В сентябре она присоединилась к программе «Голос Польши» (TVP2). В октябре она получила премию Fashion Magazine за лучшую женскую одежду в 2017 году.

## Обвинение в мошенничестве
В 2020 году областная прокуратура Лодзи обвинила Завадску в «уклонение от уплаты налогов, мошенничестве со счетам и отмывании денег». 11 мая 2022 года районный суд Калиша приговорил Завадску к штрафу в размере 60 000 злотых за налоговое мошенничество и фальсификацию счетов-фактур. Завадска обвинения отрицала.